# Let 691 Yeti Airlines
Let Yeti Airlines 671 (YT671/NYT671) je bil redni notranji potniški let, ki ga je izvajal Yeti Airlines z mednarodnega letališča Tribhuvan v Katmanduju na mednarodno letališče Pokhara. 15. januarja 2023 je letalo ATR 72-500 med pristajanjem v Pokhari strmoglavilo na bregu reke Seti.  Na krovu je bilo 72 ljudi, od tega 68 potnikov, vključno s 15 tujimi državljani in štirimi člani posadke. V nesreči je umrlo vseh 72 ljudi na krovu. To je najhujša letalska nesreča v Nepalu po strmoglavljenju leta 211 družbe US-Bangla Airlines leta 1992, najhujša nesreča letal ATR in najhujša letalska nesreča leta 2023.

## Letalo
V nesreči je bilo udeleženo 15 let staro letalo ATR 72-500 s serijsko številko 754 in registracijo 9N-ANC. Letalo je bilo leta 2007 dostavljeno Kingfisher Airlines z registracijo VT-KAJ. Kasneje je bil leta 2013 prenesen na družbo Nok Air z registrsko oznako HS-DRD, preden je bil leta 2019 dostavljen družbi Yeti Airlines.  Letalo sta pilotirala višji častnik Kamal Khatri Chhetri in kopilotka Anju Khatiwanda.

## Nesreča
Pokhara je pomembna turistična destinacija in drugo največje mesto v Nepalu. Letalo je iz Katmanduja vzletelo ob 10.33 po lokalnem času. Pred pristankom je strmoglavilo na breg reke Seti. Videoposnetek, posnet malo pred trkom, je posnel močan nagib letala na levo.
Letalo je trčilo med starim in novim letališčem v Pokhari, ki je bilo odprto le dva tedna pred nesrečo ter bi bil tudi cilj leta. Trk je povzročil smrt vseh 72 ljudi na krovu in je tako najhujša letalska nesreča v Nepalu po strmoglavljenju leta 268 Pakistan International Airlines leta 1992 ter tretja najhujša v zgodovini Indije.
Po informacijah uradnikov na letališču Pokhara je kontrolor zračnega prostora dal letalu dovoljenje za pristanek na pisti 30 (smer vzhod–zahod), a je pilot le nekaj minut pred trkom zahteval pisto 12 (smer zahod–vzhod). Zaradi jasnega vremena je po prvih podatkih za trk kriva tehnična napaka na letalu.

## Potniki in posadka
Na krovu je bilo 68 potnikov in štirje člani posadke. Med potniki je bilo triinpetdeset Nepalcev, pet Indijcev, štirje Rusi, dva Južnokorejca, en Argentinec, en Avstralec, en Francoz in en Irec. Med potniki je bilo 37 moških, 25 žensk in 6 otrok, od tega so bili trije dojenčki. Strmoglavljenja ni preživel noben potnik.
Letalo sta pilotirala višji častnik Kamal Khatri Chhetri in kopilotka Anju Khatiwanda. Khatiwandin mož, Dipak Khatiwanda je umrl v letalski nesreči letala Twin Otter leta 2006, Anju pa bi s tem opravljenim poletom postala pilotka. Za seboj je imel 6.400 ur letenja.
| Narodnost    | Potniki | Posadka | Skupno |
| ------------ | ------- | ------- | ------ |
| Nepal        | 53      | 4       | 57     |
| Indija       | 5       | 0       | 5      |
| Rusija       | 4       | 0       | 4      |
| Južna Koreja | 2       | 0       | 2      |
| Irska        | 1       | 0       | 1      |
| Argentina    | 1       | 0       | 1      |
| Avstralija   | 1       | 0       | 1      |
| Francija     | 1       | 0       | 1      |
| Total        | 68      | 4       | 72     |

## Posledice
Letališče je bilo po incidentu zaprto zaradi reševalne akcije. Nepalska vlada je po nesreči sklicala nujno sejo kabineta. Indijski minister za letalstvo Jyotiraditya Scindia je izrazil sožalje. Nepalski predsednik vlade, Pushpa Kamal Daha, je bil »zaradi žalostne in tragične nesreče globoko užaloščen«. Zaradi tragične izgube življenj je bil užaloščen tudi indijski predsednik vlade, Narendra Modi. Pakistanski predsednik vlade, Shehbaz Sharif, je pozval k molitvi za Nepal in družine, ki so bile v dogodku prizadete. Naslednjega dne so bile nepalske zastave v znak žalovanja spuščene na polovico droga.
Yeti Airlines je za naslednji dan, ponedeljek 16. januarja, v znak žalovanja odpovedal vse svoje lete.

## Preiskava
Nepalska vlada je sestavila petčlansko ekipo za preiskavo incidenta. Amit Singh, izkušen pilot in ustanovitelj indijske varnostne organizacije, je na podlagi posnetka trka špekuliral, da je, zaradi visokega kota nosu letala in nato nenadnega padca višine prišlo do izgube vzgona. Pilot letala o tehničnih težavah ni poročal.
16. januarja so preiskovalci našli obe črni skrinjici, obe sta bili v dobrem stanju. 17. januarja se je pričel postopek vračanja trupel družinam svojcev, črni skrinjici pa so poslali na analizo v Francijo.